# Santpedor
Santpedor település Spanyolországban, Barcelona tartományban. Lakosainak száma 7716 fő (2024).

## Földrajza
Santpedor Castellnou de Bages, Sallent, Sant Fruitós de Bages, Sant Joan de Vilatorrada és Callús községekkel határos.

## A város híres szülöttei
- Josep Guardiola, Spanyol válogatott labdarúgó, edző

## Népesség
A település lakosságának változását az alábbi diagram mutatja:
| Lakosok száma | 948  | 1879 | 2076 | 2363 | 3933 | 5828 | 6875 | 7384 | 7554 | 7716 |
|               | 1717 | 1887 | 1936 | 1960 | 1986 | 2004 | 2009 | 2014 | 2019 | 2024 |